# Greding
Greding est une ville de Bavière (Allemagne), située dans l'arrondissement de Roth, dans le district de Moyenne-Franconie. Elle possède encore des remparts quasi complets, qui ont été construits au XIVe siècle. 18 tours et trois portes font partie des remparts.

## Quartiers
- Hausen.